# Stefan Stankalla
Stefan Stankalla (ur. 12 kwietnia 1975 w Garmisch-Partenkirchen) – niemiecki narciarz alpejski, złoty medalista mistrzostw świata juniorów.

## Kariera
Po raz pierwszy na arenie międzynarodowej Stefan Stankalla pojawił się w 1993 roku, startując na mistrzostwach świata juniorów w Montecampione. Zajął tam 38. miejsce w supergigancie i 42. miejsce w gigancie. Podczas rozgrywanych rok później mistrzostw świata juniorów w Lake Placid zdobył złoty medal w gigancie. W zawodach tych wyprzedził bezpośrednio Austriaka Christiana Pichlera oraz Hansa Pettera Buraasa z Norwegii. W zawodach Pucharu Świata zadebiutował 5 marca 2000 roku w Kvitfjell, zajmując 47. miejsce w supergigancie. Pierwsze pucharowe punkty zdobył 2 grudnia 2000 roku w Vail, zajmując 25. miejsce w zjeździe. Najwyższą lokatę w zawodach tego cyklu wywalczył 28 stycznia 2001 roku w Garmisch-Partenkirchen, zajmując piąte miejsce w supergigancie. Najlepsze wyniki osiągnął w sezonie 1998/1999, który ukończył na 66. miejscu w klasyfikacji generalnej. Wielokrotnie startował na mistrzostwach świata, najlepszy wynik osiągając podczas rozgrywanych w 1999 roku mistrzostw świata w Vail, zajmując 20. miejsce w supergigancie. Nie brał udziału w igrzyskach olimpijskich. Wielokrotnie zdobywał medale mistrzostw Niemiec, w tym złote w zjeździe i supergigancie w 2003 roku. W 2004 roku zakończył karierę.

## Osiągnięcia

### Mistrzostwa świata
| Miejsce | Dzień       | Rok  | Miejscowość       | Konkurencja | Czas biegu  | Strata  | Zwycięzca                |
| ------- | ----------- | ---- | ----------------- | ----------- | ----------- | ------- | ------------------------ |
| DNF1    | 23 lutego   | 1996 | Sierra Nevada     | Gigant      | 1:58,63 min | -       | Alberto Tomba            |
| DNF1    | 25 lutego   | 1996 | Sierra Nevada     | Slalom      | 1:42,26 min | -       | Alberto Tomba            |
| 20.     | 2 lutego    | 1999 | Vail/Beaver Creek | Supergigant | 1:14,53 min | +2,08 s | Lasse Kjus Hermann Maier |
| 25.     | 6 lutego    | 1999 | Vail/Beaver Creek | Zjazd       | 1:40,60 min | +5,27 s | Hermann Maier            |
| 27.     | 12 lutego   | 1999 | Vail/Beaver Creek | Gigant      | 2:19,31 min | +6,44 s | Lasse Kjus               |
| 21.     | 31 stycznia | 2001 | St. Anton         | Supergigant | 1:21,46 min | +2,12 s | Daron Rahlves            |
| DNS     | 7 Lutego    | 2001 | St. Anton         | Zjazd       | 1:38,74 min | -       | Hannes Trinkl            |
| 23.     | 2 lutego    | 2003 | Sankt Moritz      | Supergigant | 1:38,80 min | +2,48 s | Stephan Eberharter       |
| 34.     | 8 lutego    | 2003 | Sankt Moritz      | Zjazd       | 1:43,54 min | +3,88 s | Michael Walchhofer       |

### Mistrzostwa świata juniorów
| Miejsce | Dzień    | Rok  | Miejscowość   | Konkurencja | Czas biegu  | Strata  | Zwycięzca          |
| ------- | -------- | ---- | ------------- | ----------- | ----------- | ------- | ------------------ |
| 38.     | 2 marca  | 1993 | Montecampione | Supergigant | 1:38,79 min | +3,74 s | Massimiliano Iezza |
| 42.     | 6 marca  | 1993 | Montecampione | Gigant      | 2:06,45 min | +7,47 s | Josef Strobl       |
| 44.     | 7 marca  | 1994 | Lake Placid   | Zjazd       | 1:38,07 min | +6,20 s | Kevin Wert         |
| 23.     | 11 marca | 1994 | Lake Placid   | Supergigant | 1:24,40 min | +2,84 s | Benjamin Melquiond |
| 1.      | 14 marca | 1994 | Lake Placid   | Gigant      | 2:27,88 min | -       | -                  |

### Puchar Świata

#### Miejsca w klasyfikacji generalnej
- sezon 1996/1997: 144.
- sezon 1997/1998: 133.
- sezon 1998/1999: 66.
- sezon 1999/2000: 104.
- sezon 2000/2001: 68.
- sezon 2001/2002: 147.
- sezon 2002/2003: 95.
- sezon 2003/2004: 114.

#### Miejsca na podium
Stankalla nie stawał na podium zawodów PŚ.